# La Reforma y la caída del Imperio
Retrato de Don Benito Juárez y la Alegoría  de la Reforma, también conocido como La Reforma y la Caída del Imperio es un mural elaborado por el artista mexicano José Clemente Orozco, el cual está ubicado en el Museo Nacional de Historia. Fue realizado en el año de 1948 y la técnica utilizada es pintura al fresco.

### Antecedentes
El año de 1944, el Museo Nacional de Historia recién inaugurado poseía numerosas colecciones en exhibición, sin embargo, no era suficiente para exponer todos los capítulos relevantes de la historia mexicana. Fue entonces cuando en 1947, el Secretario de Gobernación Héctor Pérez Martínez y el director del Museo Nacional de Historia Silvio Zavala le solicitaron a José Clemente Orozco un mural de Benito Juárez y que a su vez representara la Guerra de Reforma.

### Elaboración
El mural fue realizado al fresco sobre un aplanado de polvo de mármol, cemento blanco y cal, sostenido por un bastidor de hierro, independiente del muro del Castillo de Chapultepec y concluyó al cabo de dos meses.
En el mural se distingue el rostro del Presidente Benito Juárez, la cual, su cabeza está pensada como las esculturas olmecas en piedra, la bandera como símbolo de los republicanos y en la parte inferior los conservadores y el cadáver de Maximiliano de Habsburgo.

#### Interpretación
El mural está pensado para exponer la historia de México durante la década que siguió al decreto de la Constitución Liberal de 1857. Se enfatiza un soldado sometiendo a un obispo, el cual usa un anzuelo dorado sustituyendo una cruz pectoral. El engendro de largos colmillos y garras afiladas representa la opinión que los liberales tenían sobre el clero.
En la parte inferior se encuentra un cuerpo momificado, el cual corresponde al emperador Maximiliano I de México. Debajo de él, se encuentran civiles, militares y clérigos que se consideraban partidarios del Segundo Imperio. Entre estos personajes podemos visualizar a Joaquín Velázquez de León, Ignacio de Aguilar, Adrían Woll, Juan Ormaechea, el arzobispo Antonio Labastida, Napoleón III, Miguel Miramón y José María Gutiérrez.  En la parte izquierda, un grupo de hombres descamisados y armados representando al Batallón Supremos Poderes empuñando una bandera tricolor (esta pieza actualmente se encuentra exhibida en el Museo Nacional de las Intervenciones). A la derecha de la cabeza de Juárez se observa un soldado que viste un quepí con el número 57, símbolo de la Constitución promulgada en ese año. El guerrillero de camisa desgarrada levanta en su mano derecha una antorcha revolucionaria, y con la izquierda sujeta al clero con cadenas en señal de triunfo.